# Hilda Elvira Santiago
Hilda Elvira Santiago Novo (* 16. September 1947 in Matanzas) ist eine kubanische Pianistin, Komponistin, Chorleiterin und Musikpädagogin.

## Leben und Wirken
Santiago hatte den ersten Klavierunterricht bei Graciela Santiago und studierte dann Klavier und Chorleitung am Conservatorio Amadeo Roldán. Ihre weiteren Lehrer waren Margot Rojas Mendoza, Zenaida Manfugás, Cecilio Tieles und Natalia Hornowska im Fach Klavier, Manuel Ochoa in Chorleitung sowie Edgardo Martín, José Ardévol, Leo Brouwer, Roberto Valera und Federico Smith in Musiktheorie.
Vierzehnjährig übernahm sie die Leitung des Coro Provincial de Matanzas. Als Klaviersolistin trat sie u. a. mit dem Orquesta Sinfónica de Matanzas und dem Orquesta Sinfónica Nacional unter der Leitung von Dirigenten wie Rafael Somavilla, Reynol Álvarez Otero, Enrique Pérez Mesa, Tomás Fortín, Jorge López Marín, Rafael Ortega, Enrique Castro, Elena Herrera, Zenaida Castro, Hans Dieter Demmiler und Luciano de Elia auf. Sie gehörte außerdem verschiedenen Kammermusikgruppen an, darunter Federico Smith’ Grupo Siglo XX.
Santiago war Gründerin des  Festival de Jóvenes Músicos und Gründungsmitglied der Brigada Hermanos Saíz und unterrichtete in mehreren Musikzentren der Provinz Matanzas. Zu ihren Kompositionen zählen Schauspielmusiken für das Teatro Guiñol, ein Liedzyklus
nach Texten von José Martí und Nicolás Guillén, Chorwerke nach Texten von Gerardo Diego und Federico García Lorca und
Klavierstücke für Kinder.